# Fritz Bringmann
Fritz Bringmann (nascut el 9 de febrer 1918 a Lübeck- mort 31 de març de 2011 a Aukrug) va ser un comunista i resistent contra la dictadura nacionalsocialista alemany. De 1970 a 1995 va ser el secretari general de la federació Amicale Internationale KZ Neuengamme, l'associació internacional de les associacions de presoners del camp de concentració de Neuengamme. Fins a la seva mort n'era el president honorari.

## Biografia
Va néixer el 1918 a Lübeck com sisè de huit en una família de tradició socialista. El seu avi va cofundar el 1892 el Partit Socialista Alemany (SPD) a Stockelsdorf. Son pare també era socialista convençut i els seus germans grans van militar als moviment de joves del mateix partit, i més tard al Partit Comunista d'Alemanya (KPD).

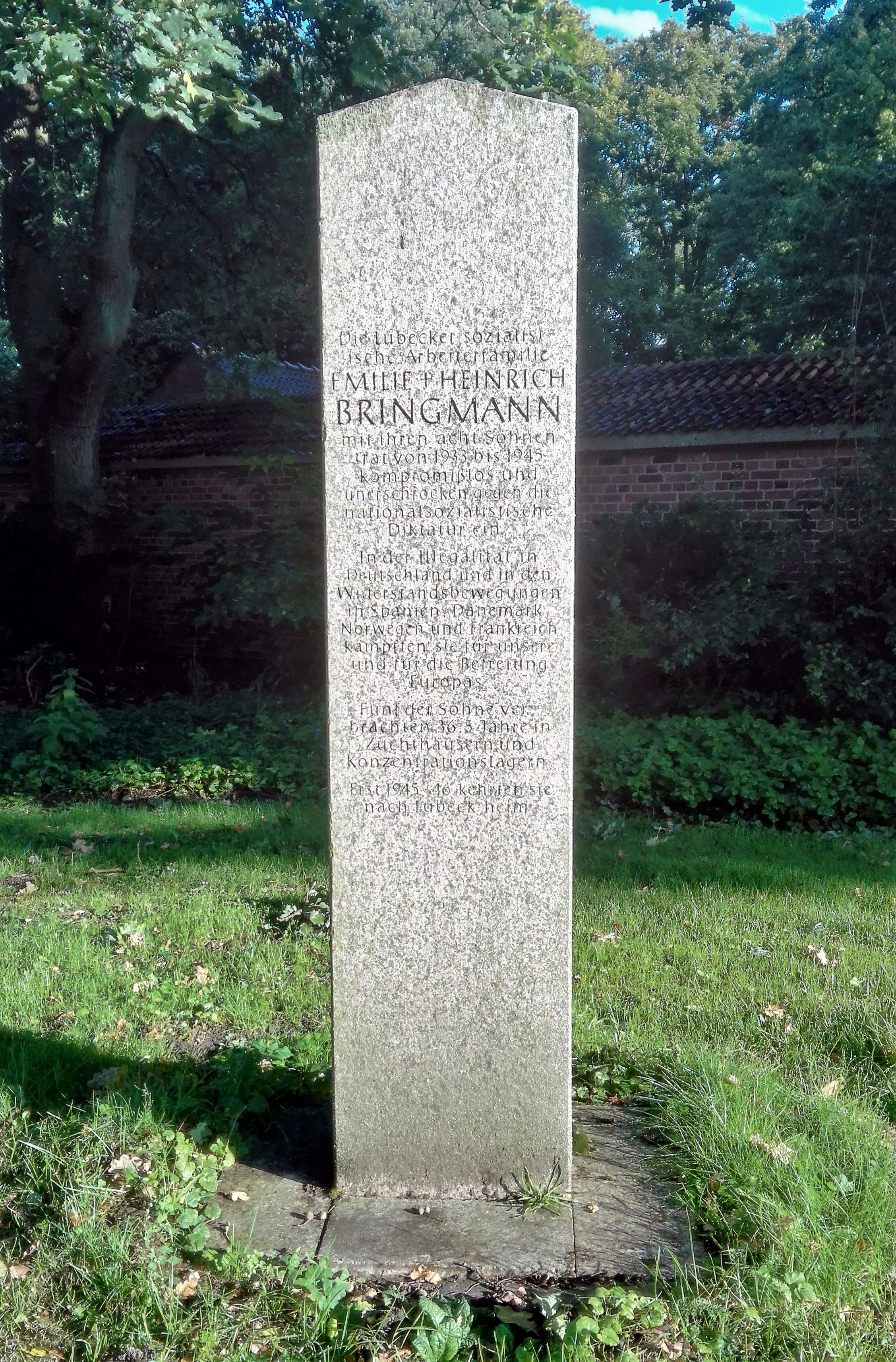
La pedra commemorativa de la família Bringmann a Lübeck

El 1933 va començar el seu aprenentatge de lampista. Encara no tenia divuit anys quan el 1935 la Gestapo el va arrestar i torturar una primera vegada perquè amb son germà va pintar A baix Hitler! en un teulat. Va ser condemnat a dos anys de presó i enviat al Camp de concentració de Sachsenhausen. Després de purgar la seva pena va ser enviat el setembre 1940 al camp de Neuengamme. Com a presoner, va esdevenir «responsable de barraca» el 1942, una funció atorgada a certs presoners. Si reeixien a mantenir la situació tranquil·la a la seva barraca, es lliuraven dels abusos més durs dels guardes de la SS i així tenien una probabilitat de sobreviure superior respecte dels presoners situats més baix en la jerarquia concentracionària. El 1944 va escapar del camp, però set setmanes després la SS va tornar a arrestar-lo i tornà a Neuengamme. Després de l'alliberament el 1945 tornà a Lübeck. El 1945-46 va ser testimoni a càrrega als judicis de la Casa Curio.
Després de la guerra va participar en l'organització de joves d'esquerres Joventut Lliure Alemanya a Lübeck i va militar al partit comunista. També va ser actiu en l'Associació dels perseguits pel règim Nazi - Federació d'antifeixistes de la qual va ser secretari i president per la secció de Slesvig-Holstein. En el context de la guerra freda, com a comunista, aviat va esdevenir un suspecte en la jove república d'Alemanya Occidental. El 1956, la seva filla Monika publicà un article a la pàgina de joves del diari Norddeutsches Echo sobre la massacre de l'escola del Bullenhuser Damm. Bringmann fou inquirit per la policia secreta alemanya (Verfassungsschutz) que considerava l'article com a mera propaganda comunista, considerant que el crim descrit, 20 nens assassinats per a raons fútils en un crim de la fase final era massa exagerat per poder ésser veritable.
De 1970 a 1995 fou secretari general de l'Amicale Internationale KZ Neuengamme, que va lluitar, entre d'altres, per a fer protegir el lloc del camp de Neuengamme com a monument admonitori i parar l'ús profanant dels edificis romasos i de les terres com a presó de joves i com a terres de conreu.
El 1947 va casar-se amb Alice i va viure des del 1966 a Aukrug, prop de Neumünster a l'estat federal alemany de Slesvig-Holstein. El 7 d'abril del 2011 va ser sebollit al Cementiri d'Ohlsdorf a Hamburg.

## Reconeixement
Durant anys, el govern de l'Estat d'Hamburg va proposar Bringmann per al màxim honor, la Bundesverdienstkreuz, al govern federal de la república alemanya. Això li va ser refusat per què era comunista. Davant el refús, la ciutat estat li va acordar el 1993 la «Medalla d'argent per al treball assidu al servei de la població». Va caldre esperar el 2000, deu anys després de la fi de la guerra freda per què finalment, a l'edat de 82, l'Alemanya li acordà la Bundesverdienstkreuz 1. Klasse tan merescuda.